# Карлук (Кашкадарьинская область)
Карлук (узб. Qarliq / Қарлиқ) — посёлок городского типа, расположенный на территории Мубарекского района Кашкадарьинской области Республики Узбекистан.
Статус посёлка городского типа с 2009 года.

## Население
По данным переписи 1986 года, в посёлке проживало 2 800 человек.